# Pseudoloricaria laeviuscula
Pseudoloricaria laeviuscula és una espècie de peix de la família dels loricàrids i de l'ordre dels siluriformes.

## Morfologia
- Els mascles poden assolir 30,5 cm de longitud total.[1][2]

## Hàbitat
És un peix d'aigua dolça i de clima tropical.

## Distribució geogràfica
Es troba a Sud-amèrica: conca del riu Amazones, incloent-hi els rius  Negro i Branco.